# Brahim Guerroui
Brahim Guerroui, né le 5 février 1951 à Héliopolis et mort assassiné le 4 septembre 1995 à Alger en Algérie, est un dessinateur et scénariste de bande dessinée, puis caricaturiste pour le journal algérien El Moudjahid.

## Biographie
Brahim Guerroui commence sa carrière en 1969 au Journal de M’Quidech avec la bande dessinée Si batata et reprend le personnage de Mohamed Bouslah « Le professeur Skolli ». En 1979, il réalise un album de coloriages. En 1980, il illustre des contes pour enfants. Il crée le personnage "Merouane" qui apparaît dans la nouvelle formule de M’Quidech. L’ENAL publie deux albums de bande dessinée Merouane et le cheval magique tomes 1 et 2.
En 1982, « Premio caran d’ache » de la bande dessinée au salon international de Lucca (Italie). En 1988-89, la revue Sindbad publie la bande dessinée Lambot et Tartogaz et en 1989 la revue Scorpion publie une bande dessinée. Brahim Guerroui devient ensuite dessinateur permanent au journal El Moudjahid. Ses dessins sont publiés par El Manchar en 1990.
Il participe aux expositions collectives d'Alger en 1987 et d'Oran en 1990. Il est assassiné le 4 septembre 1995 par des terroristes armés. 

## Publications
- Merouan et le Cheval enchanté, Éditions Sned, Alger trois tomes en 1978, 1982 et 1985
- Le Temps d'un sourire, Éditions Enag, Alger, 1985
- Les Enfants de la liberté, 1986